# Plan de remboursement
En mathématiques financières élémentaires, un plan de remboursement détermine, lors d'un emprunt à mensualités constantes, les relations existant entre le capital emprunté, le taux d'intérêt, le montant des remboursements et la durée de l'emprunt.

## Mise en place mathématique
Un capital C emprunté à un taux d'intérêt mensuel t et remboursé par mensualités constantes M conduit à la construction d'une suite arithmético-géométrique. Si {\displaystyle R_{n}} représente le capital restant dû au bout de n mensualités, la suite {\displaystyle (R_{n})\,} est définie par la relation de récurrence :
{\displaystyle R_{n+1}=(1+t)R_{n}-M\,}.
En effet, comme toute dette, durant un mois, le capital restant dû {\displaystyle R_{n}} va augmenter de {\displaystyle t\times R_{n}} si t est le taux d'intérêt mensuel. Comme, au bout d'un mois, il intervient un remboursement d'un montant M, le capital restant dû à l'issue du n+1ème mois est donc {\displaystyle R_{n+1}=R_{n}+tR_{n}-M}.
Une première remarque de bon sens consiste à dire que les mensualités doivent être supérieures à {\displaystyle t\times R_{n}} donc en particulier à {\displaystyle t\times C}, pour avoir une chance de voir la dette diminuer.

### Variables
- C : capital emprunté
- t : taux d'intérêt de la période mensuelle
- M : montant de la mensualité constante
- m : taux de mensualité constante = M/C
- n : nombre d'échéances ou de mois
- N : nombre total d'échéances ou de mois

## Les formules
Une étude de la suite arithmético-géométrique permet de donner {\displaystyle R_{n}} en fonction de C, M, n et t.
{\displaystyle R_{n}=(1+t)^{n}\left(C-{\frac {M}{t}}\right)+{\frac {M}{t}}}.
Comme le but est de rembourser la somme au bout de N mensualités, la relation existant entre C, M, t et N est donc :
{\displaystyle (1+t)^{N}={\frac {M}{M-Ct}}={\frac {M/C}{M/C-t}}={\frac {m}{m-t}}}.

### Nombre d'échéances
On peut en déduire, en fonction de m et t, le nombre de mensualités nécessaires:
{\displaystyle N={\frac {\ln(M)-\ln(M-Ct)}{\ln(1+t)}}={\frac {\ln(M/C)-\ln(M/C-t)}{\ln(1+t)}}={\frac {\ln(m)-\ln(m-t)}{\ln(1+t)}}}.
Exemple : si on emprunte 1 000 euros à 0,5 % d'intérêts mensuels (approximativement 6 % d'intérêts annuels) et que l'on rembourse 10 euros par mois, il faut
{\displaystyle {\frac {\ln(0,01)-\ln(0,005)}{\ln(1,005)}}=139} mensualités ou  {\displaystyle {\frac {\ln(10)-\ln(10-5)}{\ln(1,005)}}=139} mensualités
Soit 11 ans et 7 mois.

### Montant de l'échéance
On peut aussi déterminer, en fonction de la durée de l'emprunt, le montant des mensualités :
{\displaystyle M=C\times m=C\times {\frac {t}{1-(1+t)^{-N}}}}
On préfère souvent parler en nombre d'années A et en taux annuel {\displaystyle i}. Pour des taux faibles (voir suite géométrique), on peut utiliser l'approximation suivante {\displaystyle t=i/12}  et on obtient alors la formule suivante
{\displaystyle M=C\times {\frac {i/12}{1-(1+i/12)^{-N}}}}
Exemple une somme de 1000 euros, empruntée sur 10 ans, donc 120 mois, à un taux annuel de 4,8 % nécessite un remboursement mensuel de
{\displaystyle {\frac {1000\times (0,048/12)}{1-(1+0,048/12)^{-10*12}}}={\frac {4}{1-1,004^{-120}}}=10,51} euros.

### Capital emprunté
Il est possible de déterminer le montant du capital emprunté en fonction de la durée de l'emprunt, du taux et du montant des échéances :
{\displaystyle C=M\times {\frac {1-(1+t)^{-N}}{t}}}
On peut enfin déterminer la somme réellement remboursée, en fonction de la somme empruntée C, de la durée de l'emprunt N en mois et du taux d'intérêt mensuel  t.
{\displaystyle S=N\times M=C\times {\frac {Nt}{1-(1+t)^{-N}}}}
Dans l'exemple précédent, la somme réellement remboursée est de 1 261 euros.

## Tableau de remboursement
Quand sont décidés la somme empruntée, le taux d'intérêt et la durée du prêt, le montant des mensualités est alors fixé. On présente alors un tableau qui précise, mois par mois, le capital restant dû et la part, dans le remboursement, du remboursement des intérêts et de l'amortissement. Ce tableau permet de connaître, à tout instant, l'état de son compte et la somme à payer en cas de remboursement anticipé.
Exemple avec une somme empruntée de 1 000 euros, une durée du prêt de 10 ans, un taux d'intérêt à 4,8 % et un taux mensuel à 0,4 % :
| A    | B          | C                   | D                 | E           | F      |
| ---- | ---------- | ------------------- | ----------------- | ----------- | ------ |
| Mois | Capital dû | Intérêts remboursés | Capital remboursé | Taux        | 0,004  |
| 1    | 1000,00€   | 4,00 €              | 6,51 €            | Mensualités | 10,51€ |
| 2    | 993,49 €   | 3,97 €              | 6,54 €            |             |        |
| 3    | 986,95 €   | 3.95 €              | 6,56 €            |             |        |
| 4    | 980,39 €   | 3,92 €              | 6,59 €            |             |        |
| 5    | 973,80 €   | 3,90 €              | 6,61€             |             |        |
| 6    | 967,19 €   | 3,87 €              | 6,64€             |             |        |
| ...  | ...        | ...                 | ...               |             |        |
| 120  | 10,47 €    | 0,04 €              | 10,47 €           |             |        |

| Dans la cellule B3 est rentrée la formule "=B2*(1+$F$1)-$F$2" |
| Dans la cellule C2 est rentrée la formule "=B2*$F$1"          |
| Dans la cellule D2 est rentrée la formule "=B2-B3"            |

| A             | B        | C              | D             | E           | F          |
| ------------- | -------- | -------------- | ------------- | ----------- | ---------- |
| Montant :     | 1000,00€ |                |               |             |            |
| Taux :        | 4,80%    | Taux mensuel : | 0,40%         |             |            |
| Nb périodes : | 120      |                |               |             |            |
| Mensualités : | 10,51€   |                |               |             |            |
|               |          |                |               |             |            |
| Mois          | Base     | Intérêt        | Amortissement | Mensualités | Valeur Fin |
| 1             | 1000,00€ | 4,00€          | 6,51€         | 10,51€      | 993,49€    |
| 2             | 993,49€  | 3,97€          | 6,54€         | 10,51€      | 986.96€    |
| 3             | 986,96€  | 3,95€          | 6,56€         | 10,51€      | 980,39€    |
| 4             | 980,39€  | 3,92€          | 6,59€         | 10,51€      | 973,81€    |
| 5             | 973,81€  | 3,90€          | 6,61€         | 10,51€      | 967,19€    |
| 6             | 967,19€  | 3,87€          | 6,64€         | 10,51€      | 960,55€    |
| ...           | ...      | ...            | ...           | ...         | ...        |
| ...           | ...      | ...            | ...           | ...         | ...        |
| 119           | 20,89€   | 0,08€          | 10,43€        | 10,51€      | 10,47€     |
| 120           | 10,47€   | 0,04€          | 10,47€        | 10,51€      | 0,00€      |

| Dans la cellule B4 est rentrée la formule "=B1*D2/(1-(1+D2)^-B3)"            |
| Dans la cellule D2 est rentrée la formule "=B2/12"                           |
| Dans la cellule B7 est rentrée la formule "=$B$1"                            |
| Dans la cellule C7 est rentrée la formule "=B7*$D$2" (À étirer jusqu'en bas) |
| Dans la cellule D7 est rentrée la formule "=E7-C7" (À étirer jusqu'en bas)   |
| Dans la cellule E7 est rentrée la formule "=$B$4" (À étirer jusqu'en bas)    |
| Dans la cellule F7 est rentrée la formule "=B7-D7" (À étirer jusqu'en bas)   |
| Dans la cellule B8 est rentrée la formule "=F7" (À étirer jusqu'en bas)      |